# Walisische Badmintonmeisterschaft 1995
Die Walisische Badmintonmeisterschaft 1995 fand in Cardiff statt. Es war die 43. Austragung der nationalen Titelkämpfe im Badminton in Wales.

## Titelträger
| Disziplin    | Sieger                             |
| ------------ | ---------------------------------- |
| Herreneinzel | Richard Vaughan                    |
| Dameneinzel  | Kelly Morgan                       |
| Herrendoppel | Chris Rees Lyndon Williams         |
| Damendoppel  | Kelly Morgan Rachael Phipps        |
| Mixed        | Andrew Groves-Burke Sarah Williams |